# 63e cérémonie des Primetime Emmy Awards
La 63e cérémonie annuelle des Primetime Emmy Awards, organisée par l'Academy of Television Arts and Sciences et qui récompense le meilleur des programmes de première partie de soirée diffusées entre le 1er juin 2010 au 31 mai 2011 a eu lieu le 18 septembre 2011 au Nokia Theatre à Hollywood à Los Angeles, Californie.
Elle a été diffusée à la télévision aux États-Unis par la Fox et présentée pour la première fois par Jane Lynch.

## Cérémonie
Les nominations pour la 63e cérémonie annuelle des Primetime Emmy Awards ont été annoncées en direct le jeudi 14 juillet 2011 au Leonard H. Goldenson Theatre à North Hollywooden Californie. Les nommés ont été annoncés par Melissa McCarthy de Mike and Molly et Joshua Jackson de Fringe.

## Palmarès
Note : Les lauréats sont indiqués ci-dessous en premier de chaque catégorie et en gras. Le symbole « ♕ » rappelle le gagnant de l'année précédente (dans le cas d'une nouvelle nomination).

### Séries dramatiques
- Meilleure série télévisée dramatique
  - Mad Men (AMC) ♕
    - Boardwalk Empire (HBO)
    - Dexter (Showtime)
    - Friday Night Lights (The 101 Network/NBC)
    - Le Trône de fer (Game of Thrones) (HBO)
    - The Good Wife (CBS)
- Meilleur acteur dans une série télévisée dramatique
  - Kyle Chandler pour le rôle de Eric Taylor dans Friday Night Lights
    - Steve Buscemi pour le rôle de Enoch "Nucky" Thompson dans Boardwalk Empire
    - Michael C. Hall pour le rôle de Dexter Morgan dans Dexter
    - Jon Hamm pour le rôle de Don Draper dans Mad Men
    - Hugh Laurie pour le rôle de Gregory House dans Dr House (House)
    - Timothy Olyphant pour le rôle de Raylan Givens dans Justified
- Meilleure actrice dans une série télévisée dramatique
  - Julianna Margulies pour le rôle de Alicia Florrick dans The Good Wife
    - Kathy Bates pour le rôle de Harriet "Harry" Korn dans La Loi selon Harry (Harry's Law)
    - Connie Britton pour le rôle de Tami Taylor dans Friday Night Lights
    - Mireille Enos pour le rôle de Sarah Linden dans The Killing
    - Mariska Hargitay pour le rôle de Olivia Benson dans New York, unité spéciale (Law and Order: Special Victims Unit)
    - Elisabeth Moss pour le rôle de Peggy Olson dans Mad Men
- Meilleur acteur dans un second rôle dans une série télévisée dramatique
  - Peter Dinklage pour le rôle de Tyrion Lannister dans Le Trône de fer (Game of Thrones)
    - Andre Braugher pour le rôle de Owen Thoreau Jr. dans Men of a Certain Age
    - Josh Charles pour le rôle de Will Gardner dans The Good Wife
    - Alan Cumming pour le rôle de Eli Golding dans The Good Wife
    - Walton Goggins pour le rôle de Boyd Crowder dans Justified
    - John Slattery pour le rôle de Roger Sterling dans Mad Men
- Meilleure actrice dans un second rôle dans une série télévisée dramatique
  - Margo Martindale pour le rôle de Mags Bennett dans Justified
    - Christine Baranski pour le rôle de Diane Lockhart dans The Good Wife
    - Michelle Forbes pour le rôle de Mitch Larsen dans The Killing
    - Christina Hendricks pour le rôle de Joan Harris dans Mad Men
    - Kelly MacDonald pour le rôle de Margaret Schroeder dans Boardwalk Empire
    - Archie Panjabi pour le rôle de Kalinda Sharma dans The Good Wife ♕
- Meilleur acteur invité dans une série télévisée dramatique
  - Paul McCrane pour le rôle de Josh Peytdans dans l'épisode With Friends Like These de La Loi selon Harry (Harry's Law)
    - Beau Bridges pour le rôle de Nick Brody dans l'épisode Brody de Brothers and Sisters
    - Jeremy Davies pour le rôle de Dickie Bennett dans l'épisode Reckoning de Justified
    - Bruce Dern pour le rôle de Frank Harlow dans l'épisode D.I.V.O.R.C.E. de Big Love
    - Michael J. Fox pour le rôle de Louis Canning dans l'épisode Real Deal de The Good Wife
    - Robert Morse pour le rôle de Bertram Cooper dans l'épisode Blowing Smoke de Mad Men
- Meilleure actrice invitée dans une série télévisée dramatique
  - Loretta Devine pour le rôle de Adele Webber dans l'épisode This is How We Do It de Grey's Anatomy
    - Cara Buono pour le rôle de Faye Miller dans l'épisode Chinese Wall de Mad Men
    - Joan Cusack pour le rôle de Sheila Jackson dans l'épisode Frank Gallagher: Loving Husband, Devoted Father de Shameless
    - Randee Heller pour le rôle de Ida Blanketship dans l'épisode The Beautiful Girls de Mad Men
    - Mary McDonnell pour le rôle du Capitaine Sharon Raydor dans l'épisode Help Wanted de The Closer : L.A. enquêtes prioritaires (The Closer)
    - Julia Stiles pour le rôle de Lumen Pierce dans l'épisode In the Beginning de Dexter
    - Alfre Woodard pour le rôle de Ruby Jean Reynolds dans l'épisode Night on the Sun de True Blood
- Meilleure réalisation pour une série télévisée dramatique
  - Boardwalk Empire – Martin Scorsese pour l'épisode pilote
    - Boardwalk Empire – Jeremy Podeswa pour l'épisode Anastasia
    - The Borgias – Neil Jordan pour l'épisode The Poisoned Chalice/The Assassin
    - Le Trône de fer (Game of Thrones) – Tim Van Patten pour l'épisode Winter is Coming (Pilot)
    - The Killing – Patty Jenkins pour l'épisode pilote
- Meilleur scénario pour une série télévisée dramatique
  - Friday Night Lights – Jason Katims pour l'épisode Always
    - Mad Men – Matthew Weiner pour l'épisode The Suitcase
    - Mad Men – André Jacquemetton (en) et Maria Jacquemetton (en) pour l'épisode Blowing Smoke
    - Le Trône de fer (Game of Thrones) – David Benioff et D.B. Weiss pour l'épisode Baelor
    - The Killing – Veena Sud pour l'épisode pilote

### Séries comiques
- Meilleure série télévisée comique
  - Modern Family (ABC) ♕
    - 30 Rock (NBC)
    - The Big Bang Theory (CBS)
    - Glee (Fox)
    - The Office (NBC)
    - Parks and Recreation (NBC)
      - La vie de Pancras(NBC)
- Meilleur acteur dans une série télévisée comique
  - Jim Parsons pour le rôle de Sheldon Cooper dans The Big Bang Theory ♕
    - Alec Baldwin pour le rôle de Jack Donaghy dans 30 Rock
    - Steve Carell pour le rôle de Michael Scott dans The Office
    - Louis C.K. pour le rôle de Louie dans Louie
    - Johnny Galecki pour le rôle de Leonard Hofstadter dans The Big Bang Theory
    - Matt LeBlanc pour son propre rôle dans Episodes
- Meilleure actrice dans une série télévisée comique
  - Melissa McCarthy pour le rôle de Molly Flynn dans Mike and Molly
    - Edie Falco pour le rôle de Jackie Peyton dans Nurse Jackie ♕
    - Tina Fey pour le rôle de Liz Lemon dans 30 Rock
    - Laura Linney pour le rôle de Catherine "Cathy" Jamison dans The Big C
    - Martha Plimpton pour le rôle de Virginia Chance dans Raising Hope
    - Amy Poehler pour le rôle de Leslie Knope dans Parks and Recreation
- Meilleur acteur dans un second rôle dans une série télévisée comique
  - Ty Burrell pour le rôle de Phil Dumphy dans Modern Family
    - Chris Colfer pour le rôle de Kurt Hummel dans Glee
    - Jon Cryer pour le rôle du Dr Alan Harper dans Mon oncle Charlie (Two and a Half Men)
    - Jesse Tyler Ferguson pour le rôle de Mitchell Pritchett dans Modern Family
    - Ed O'Neill pour le rôle de Jay Pritchett dans Modern Family
    - Eric Stonestreet pour le rôle de Cameron Tucker dans Modern Family ♕
- Meilleure actrice dans un second rôle dans une série télévisée comique
  - Julie Bowen pour le rôle de Claire Dumphy dans Modern Family
    - Jane Krakowski pour le rôle de Jenna Maroney dans 30 Rock
    - Jane Lynch pour le rôle de Sue Sylvester dans Glee ♕
    - Sofia Vergara pour le rôle de Gloria Delgado-Pritchett dans Modern Family
    - Betty White pour le rôle de Elka Ostrovsky dans Hot in Cleveland
    - Kristen Wiig pour plusieurs personnages dans Saturday Night Live
- Meilleur acteur invité dans une série télévisée comique
  - Justin Timberlake pour plusieurs personnages dans l'épisode Host: Justin Timberlake de Saturday Night Live
    - Will Arnett pour le rôle de Devon Banks dans l'épisode Plan B de 30 Rock
    - Matt Damon pour le rôle de Carol Burnett dans l'épisode Double-Edged Sword de 30 Rock
    - Idris Elba pour le rôle de Lenny dans l'épisode Blue-Eyed Iris de The Big C
    - Zach Galifianakis pour plusieurs personnages dans l'épisode Host: Zach Galifianakis de Saturday Night Live
    - Nathan Lane pour le rôle de Pepper Saltzman dans l'épisode Boys' Night de Modern Family
- Meilleure actrice invitée dans une série télévisée comique
  - Gwyneth Paltrow pour le rôle de Holly Holiday dans l'épisode The Substitute de Glee
    - Elizabeth Banks pour le rôle de Avery Jessup-Donaghy dans l'épisode Double-Edged Sword de 30 Rock
    - Kristin Chenoweth pour le rôle de April Rhodes dans l'épisode Rumours de Glee
    - Tina Fey pour plusieurs personnages dans l'épisode Host: Tina Fey de Saturday Night Live
    - Dot Jones pour le rôle de Coach Shannon Beiste dans l'épisode Never Been Kissed de Glee
    - Cloris Leachman pour le rôle de Maw Maw dans l'épisode Don't Vote for this Episode de Raising Hope
- Meilleure réalisation pour une série télévisée comique
  - Modern Family – Michael Alan Spiller pour l'épisode Halloween
    - How I Met Your Mother – Pamela Fryman pour l'épisode Subway Wars
    - Modern Family – Gail Mancuso pour l'épisode Slow Down Your Neighbors
    - Modern Family – Steven Levitan pour l'épisode See You Next Fall
    - 30 Rock – Beth McCarthy pour l'épisode Live Show
- Meilleur scénario pour une série télévisée comique
  - Modern Family – Steven Levitan et Jeffrey Richman pour l'épisode Caught in the Act
    - Episodes – David Crane et Jeffrey Klarik pour l'épisode 107
    - The Office – Greg Daniels pour l'épisode Goodbye, Michael
    - Louie – Louis C.K. pour l'épisode Poker/Divorce
    - 30 Rock – Matt Hubbard pour l'épisode Reaganing

### Mini-séries et téléfilms
- Meilleure mini-série ou meilleur téléfilm
  - Downton Abbey (PBS)
    - Cinema Verite (HBO)
    - Les Kennedy (The Kennedys) (ReelzChannel)
    - Mildred Pierce (HBO)
    - Les Piliers de la terre (The Pillars of the Earth) (Starz)
    - Too Big to Fail : Débâcle à Wall Street (Too Big to Fail) (HBO)
- Meilleur acteur dans une mini-série ou un téléfilm
  - Barry Pepper pour le rôle de Robert F. Kennedy dans Les Kennedy (The Kennedys)
    - Idris Elba pour le rôle de John Luther dans Luther
    - Laurence Fishburne pour le rôle de Thurgood Marshall dans Thurgood
    - William Hurt pour le rôle de Henry Paulson dans Too Big to Fail : Débâcle à Wall Street (Too Big to Fail)
    - Greg Kinnear pour le rôle de John F. Kennedy dans Les Kennedy (The Kennedys)
    - Edgar Ramirez pour le rôle de Carlos le Chacal dans Carlos
- Meilleure actrice dans une mini-série ou un téléfilm
  - Kate Winslet pour le rôle de Mildred Pierce dans Mildred Pierce
    - Taraji P. Henson pour le rôle de Tiffany Rubin dans Mon fils a disparu (Taken from Me: The Tiffany Rubin Story)
    - Diane Lane pour le rôle de Pat Loud dans Cinema Verite
    - Elizabeth McGovern pour le rôle de Cora Crawley dans Downton Abbey
    - Jean Marsh pour le rôle de Rose Buck dans Maîtres et Valets (Upstairs, Downstairs)
- Meilleur acteur dans un second rôle dans une mini-série ou un téléfilm
  - Guy Pearce pour le rôle de Monty Beragon dans Mildred Pierce
    - Paul Giamatti pour le rôle de Ben Bernanke dans Too Big to Fail : Débâcle à Wall Street (Too Big to Fail)
    - Brian F. O'Byrne pour le rôle de Bert Pierce dans Mildred Pierce
    - Tom Wilkinson pour le rôle de Joseph P. Kennedy, Sr. dans Les Kennedy (The Kennedys)
    - James Woods pour le rôle de Dick Fuld dans Too Big to Fail : Débâcle à Wall Street (Too Big to Fail)
- Meilleure actrice dans un second rôle dans une mini-série ou un téléfilm
  - Maggie Smith pour le rôle de Violet, Comtesse douairière de Grantham dans Downton Abbey
    - Eileen Atkins pour le rôle de Lady Maud Holland dans Maîtres et Valets (Upstairs, Downstairs)
    - Melissa Leo pour le rôle de Lucy Gessler dans Mildred Pierce
    - Evan Rachel Wood pour le rôle de Veda Pierce dans Mildred Pierce
    - Mare Winningham pour le rôle de Ida Corwin dans Mildred Pierce
- Meilleure réalisation pour une mini-série ou un téléfilm
  - Downton Abbey – Brian Percival
    - Carlos – Olivier Assayas
    - Cinema Verite – Shari Springer Berman et Robert Pulcini
    - Mildred Pierce – Todd Haynes
    - Too Big to Fail : Débâcle à Wall Street (Too Big to Fail) – Curtis Hanson
- Meilleur scénario pour une mini-série ou un téléfilm
  - Downton Abbey – Julian Fellowes
    - Mildred Pierce – Todd Haynes et Jon Raymond
    - Sherlock : Une étude en rose (Sherlock: A Study in Pink) – Steven Moffat
    - Too Big to Fail : Débâcle à Wall Street (Too Big to Fail) – Peter Gould
    - Maîtres et Valets (Upstairs, Downstairs) – Heidi Thomas

### Émissions de variétés, musicales ou comiques
- Meilleure série de variété, musicale ou comique[3]
  - The Daily Show with Jon Stewart (Comedy Central) ♕
    - The Colbert Report (Comedy Central)
    - Conan (TBS)
    - Late Night with Jimmy Fallon (NBC)
    - Real Time with Bill Maher (HBO)
    - Saturday Night Live (NBC)
- Meilleur programme de variété, musical ou comique
  - The Kennedy Center Honors (CBS)
    - Carrie Fisher in Wishful Drinking (HBO)
    - Bette Midler: The Showgirl Must Go On (HBO)
    - Lady GaGa Presents The Monster Ball Tour: At Madison Square Garden (HBO)
    - The Pee-Wee Herman Show On Broadway (HBO)
- Meilleure réalisation pour une série de variété, musicale ou comique
  - Saturday Night Live (hôte Justin Timberlake) – Don Roy King
    - American IdolGregg Gelfand
    - The Colbert Report – James Hoskinson
    - The Daily Show With Jon Stewart – Chuck O'Neil
    - Late Show with David Letterman – Jerry Foley
- Meilleure réalisation pour un programme de variété, musical ou comique
  - Sondheim! The Birthday Concert (Great Performances) – Lonny Price
    - 83e cérémonie des Oscars – Don Mischer
    - 53e cérémonie des Grammy Awards – Louis J. Horvitz
    - Lady Gaga Presents The Monster Ball Tour: At Madison Square Garden – Laurieann Gibson
    - 64e cérémonie des Tony Awards – Glenn Weiss
- Meilleur scénario pour une série de variété, musicale ou comique
  - The Daily Show with Jon Stewart – Steve Bodow, Tim Carvell, Rory Albanese, Kevin Bleyer, Rich Blomquist, Wyatt Cenac, Hallie Haglund, JR Havlan, Elliott Kalan, Josh Lieb, Sam Means, Jo Miller, John Oliver, Daniel Radosh, Jason Ross et Jon Stewart
    - The Colbert Report – Barry Julien, Stephen Colbert, Tom Purcell, Richard Dahm, Michael Brumm, Rob Dubbin, Opus Moreschi, Peter Gwinn, Jay Katsir, Frank Lesser, Glenn Eichler, Meredith Scardino, Max Werner, Eric Drysdale, Scott Sherman, Dan Guterman et Paul Dinello
    - Late Night with Jimmy Fallon – AD Miles, David Angelo, Patrick Borelli, Michael Blieden, Gerard Bradford, Jeremy Bronson, Michael Dicenzo, Jimmy Fallon, Eric Ledgin, Morgan Murphy, Robert Patton, Gavin Purcell, Amy Ozols, Diallo Riddle, Bashir Salahuddin, Justin Shanes, Michael Shoemaker, Jon Rineman et Bobby Tisdale
    - Saturday Night Live – Doug Abeles, James Anderson, Alex Baze, Heather Anne Campbell, Jessica Conrad, Matt Craig, James Downey, Tom Flanigan, Shelly Gossman, Steve Higgins, Erik Kenward, Rob Klein, Seth Meyers, Lorne Michaels, John Mulaney, Christine Nangle, Michael Patrick O'Brien, Paula Pell, Simon Rich, Marika Sawyer, Akiva Schaffer, Sarah Schneider, John Solomon, Kent Sublette, Bryan Tucker, Jorma Taccone et Colin Jost
    - Conan – Mike Sweeney, Conan O'Brien, Andy Richter, Frank Smiley, Jose Arroyo, Andres du Bouchet, Deon Cole, Josh Comers, Dan Cronin, Michael Gordon, Berkley Johnson, Brian Kiley, Laurie Kilmartin, Rob Kutner, Todd Levin, Brian McCann, Matt O'Brien et Brian Stack
- Meilleur scénario pour un programme de variété, musical ou comique
  - 64e cérémonie des Tony Awards – Dave Boone, Matt Roberts, Mo Rocca
    - The Real Women of SNL – Paula Pell, Seth Meyers, Emily Spivey et John Solomon
    - Colin Quinn: Long Story Short – Colin Quinn
    - Louis C.K.: Hilarious – Louis C.K.
    - Night of Too Many Stars: An Overbooked Benefit for Autism Education – Eric Slovin, Russ Armstrong, Andrew Blitz, RJ Fried, Brian Huskey, Anthony King, Dan Mintz, Jason Reich, Craig Rowin, Andy Secunda, Robert Smigel, Anthony Jeselnik et Adam Moerder

### Autres catégories
- Meilleure émission de télé-réalité
  - Péril en haute mer (Deadliest Catch) (Discovery Channel)
    - Hoarders (A&E)
    - Antiques Roadshow (PBS)
    - MythBusters (Discovery Channel)
    - Undercover Boss (CBS)
    - Kathy Griffin: My Life on the D-List (Bravo)
- Meilleur jeu de télé-réalité[4]
  - The Amazing Race (CBS)
    - So You Think You Can Dance (Fox)
    - Project Runway (Lifetime)
    - American Idol (Fox)
    - Dancing with the Stars (ABC)
    - Top Chef (Bravo) ♕
- Meilleur présentateur d'une émission de télé-réalité
  - Jeff Probst pour Survivor ♕
    - Phil Keoghan pour The Amazing Race (CBS)
    - Tom Bergeron pour Dancing with the Stars (ABC)
    - Ryan Seacrest pour American Idol (Fox)
    - Cat Deeley pour So You Think You Can Dance (Fox)
- Meilleur programme pour enfants
  - A Child's Garden of Poetry (HBO)
    - Degrassi : La Nouvelle Génération – My Body Is a Cage (TeenNick)
    - Victorious – Freak the Freak Out (Nickelodeon)
    - iCarly – iGot A Hot Room (Nickelodeon)
    - Wizards of Waverly Place – Wizards vs. Angels (Disney Channel)
- Meilleur programme d'animation
  - Futurama – The Late Philip J. Fry (Comedy Central)
    - The Cleveland Show – Murray Christmas (Fox)
    - Robot Chicken: Star Wars Episode III (Cartoon Network)
    - Les Simpson – Papa furax : le film (Fox)
    - South Park – Association Sportive des Bébés du Crack (Comedy Central)
- Meilleure réalisation pour un programme non fictif
  - Josh Fox pour Gasland
    - Bertram van Munster pour l'épisode de The Amazing Race You Don’t Get Paid Unless You Win
    - Kent Jones et Martin Scorsese pour l'épisode d'American Masters A Letter to Elia/Reflecting On Kazan
    - Fenton Bailey et Randy Barbato pour Becoming Chaz
    - Paul Starkman pour l'épisode de Top Chef Give Me Your Huddled Masses
- Meilleur scénario pour un programme non fictif
  - Stanley Nelson pour Freedom Riders
    - Josh Fox pour Gasland
    - Jon Wilkman pour Moguls and Movie Stars - The Birth Of Hollywood
    - Anthony Bourdain pour Anthony Bourdain: No Reservations - Haiti
    - Richard Bedser et Ed Fields pour Gettysburg

## Récompenses et nominations multiples

### Nominations multiples
- 21 : Mildred Pierce
- 19 : Mad Men
- 18 : Boardwalk Empire
- 17 : Modern Family
- 13 : Le Trône de fer, 30 Rock
- 12 : Glee
- 11 : Downton Abbey, Too Big to Fail : Débâcle à Wall Street
- 9 : Cinema Verite, The Good Wife, Les Kennedy
- 6 : The Killing, Saturday Night Live, Maîtres et Valets
- 5 : The Big Bang Theory, Dexter
- 4 : Friday Night Lights, Justified, The Office
- 3 : The Big C, The Daily Show with Jon Stewart
- 2 : American Idol, Conan, Dancing with the Stars, Episodes, La Loi selon Harry (Harry's Law), Late Night with Jimmy Fallon, Louie, Parks and Recreation, Raising Hope, Tu crois que tu sais danser, The Amazing Race, The Colbert Report

### Récompenses multiples
- 5/17 : Modern Family
- 4/17 : Downton Abbey
- 2/21 : Mildred Pierce
- 2/6 : Saturday Night Live
- 2/4 : Friday Night Lights
- 2/3 : The Daily Show with Jon Stewart